# Shinran
Shinran (親鸞?  Kioto, 21 de mayo de 1173 – 16 de enero de 1263) fue un reformador budista japonés y fundador de la secta japonesa Jōdo Shinshū o budismo de la Verdadera Tierra Pura.

## Vida
Nació en 1173 en el seno de la familia Hino. Su padre, Ainori, sirvió durante muchos años a la corte imperial. Tuvo muchas contrariedades con su familia, pues los Hino eran tradicionalmente sintoístas, mientras que él se inclinó hacia el budismo, razón por la cual, a los 19 años de edad, abandonó su casa y entró al templo de la Tendaishū, en el monte Hiei. Diez años después, abandonó el monasterio para dirigirse a la casa Rokakkudo en Kioto. En esa casa - relata en sus Memorias - vio al príncipe Shotoku Taishi, quien había fallecido cinco siglos antes. Lo tomó por una señal y decidió convertirse en discípulo del reformista Honen. En 1207, el Emperador Tsuchimikado proclamó un edicto por el que se prohibían las prácticas reformistas budistas. Honen y Shinran fueron exiliados a Niigata y muchos seguidores, ejecutados.
Exiliado en Niigata, conoció a la señora Eshin-ni, con quien se casó y tuvo una hija, Kakushin-ni, pasándose a llamar Gutoku. Fue perdonado cinco años después pero decidió a no regresar a Kioto, en lugar de eso, en 1214, a la edad de cuarenta y dos años, se dedicó a difundir la enseñanza de su nueva doctrina reformista budista, el Jōdo Shin shū durante veinte años dentro de la región de Kantō, dando lugar a un gran movimiento entre los campesinos y samuráis de clase baja.
Así, a los sesenta años comenzó una nueva vida, y regresó a Kioto para consagrar sus últimas décadas a fin de escribir; no dio sermones, ni enseñó a discípulos, sino que vivió con sus parientes, mantenido por los donativos de sus seguidores en Kantō. Poco después, su esposa regresó a la provincia de Echigo, y fue atendido por su joven hija Kakushin-ni.

## Traducciones deTannishoal español
- Tannisho, palabras de Shinran sobre el Camino de la Tierra Pura recogidas por su discípulo Yuien. Traducción de Elena Gallego y Masateru Ito, edición bilingüe. Salamanca (España), Ediciones Sígueme, 2020 ISBN 978-84-301-2058-1